# سيدة الجبل

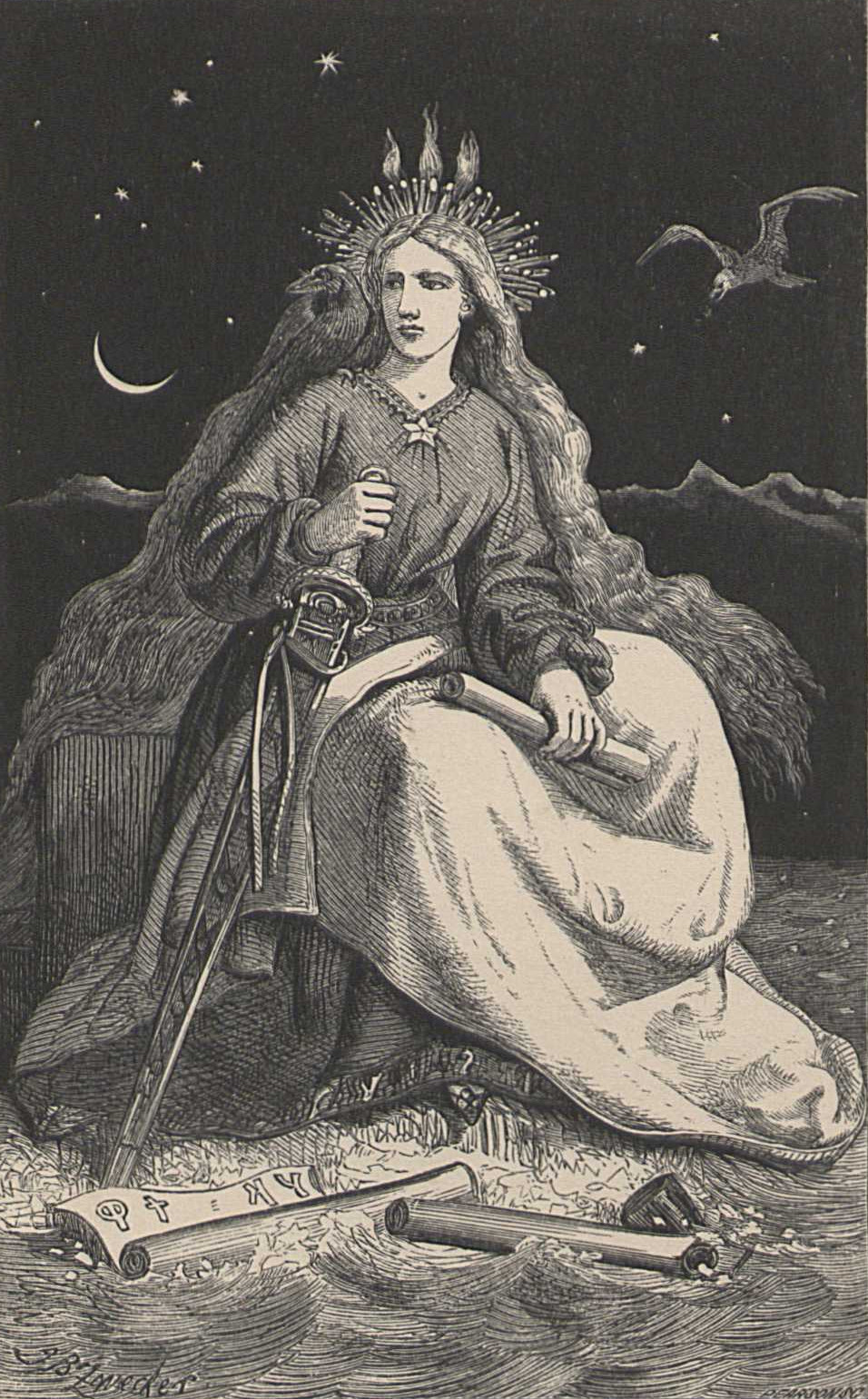
سيدة الجبل

سيدة الجبل (Fjallkona) أو فيالكونا هو تجسد أنثوي (تجسيد الوطني) لأيسلندا. وفي حين أنها ترمز إلى ما اعتبره الأيسلنديون أنه أيسلندي أصلي، إلا أنها بطهارة تعكس رغبة الأيسلنديين عميقة الجذور، ولكنها غير قابلة للتحقيق أن يكونوا أمة مستقلة تماماً. فيالكونا ليست فقط رمزاً وطنياً لكنها تمثل رؤية وطنية، وحلم الأمة في نهاية المطاف.